# Adam Adamek
Adam Adamek (ur. 22 maja 1947) – polski lekkoatleta specjalizujący się w trójskoku.

## Osiągnięcia
Brązowy medalista mistrzostw Polski z 1968 roku. Uczestnik Europejskich Igrzysk Halowych w roku 1969 - z wynikiem 15,60 m zajął 7. lokatę. Sześciokrotny reprezentant Polski w meczach międzypaństwowych. Przez całą karierę (1964–1981) startował w barwach Górnika Wałbrzych.

## Rekordy życiowe
- trójskok – 16,75 m (3 października 1975, Lubin) – 15. wynik w historii polskiej lekkoatletyki[1]